# Standardbetingelser
I kemi og andre videnskaber er standardbetingelser (også kaldet STP eller standardtemperatur og -tryk) et standardsæt af betingelser for eksperimentelle målinger, der muliggør sammenligninger af forskellige datasæt.
Generelt giver det kun under standardbetingelser mening at sammenlige rumfang, da en sammenligning under standardbetingelser svarer til at sammenligne stofmængde (jævnfør idealgasloven). Stofmængde – ligegyldigt om det angives som antal (mol) eller masse (kg) – er normalt et direkte udtryk for handelsværdi. Også materialeegenskaber som f.eks. densitet, kogepunkt, elektrisk ledningsevne og opløselighed i vand er generelt kun sammenlignelige under standardbetingelser.
Der findes flere standarder – herunder adskillige ISO-standarder – og hvilken man benytter afhænger bl.a. af branche, nationalitet og tradition. Et af de mest benyttede sæt af betingelser er defineret af IUPAC (International Union of Pure and Applied Chemistry) og bestemmer at det absolutte tryk er på 101,325 kPa (1 atm) og temperaturen på 273,15 K (0 °C).

## Fodnoter
1. ↑  "Compendium of Terminology", 2nd Edition, 1997, IUPAC Secretariat, Research Triangle Park, P.O. Box 13757, NC, USA (former and present definitions)  IUPAC Compendium Arkiveret 24. maj 2016 hos  Wayback Machine

| Kemi | Spire Denne artikel om kemi er en spire som bør udbygges. Du er velkommen til at hjælpe Wikipedia ved at udvide den. |

| Fysik | Spire Denne artikel om fysik er en spire som bør udbygges. Du er velkommen til at hjælpe Wikipedia ved at udvide den. |